# Спор о целлюлозном заводе на реке Уругвай

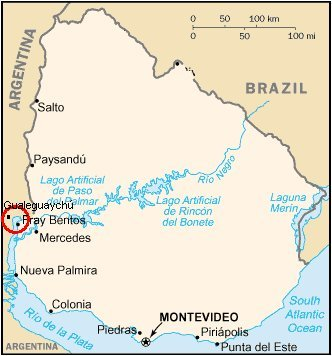
Территория строительства заводов, вокруг которой разгорелся конфликт.

Спор о целлюлозном заводе на реке Уругвай — дипломатический спор между Аргентиной и Уругваем, касавшийся строительства последним целлюлозных заводов на реке Уругвай, являющейся границей между двумя странами. Президентами государств во время разрастания спора были Нестор Киршнер (Аргентина) и Табаре Васкес (Уругвай). В ходе конфликта обострились дипломатические, экономические и социальные отношения между обеими сторонами, спор также повлиял на туристические потоки и грузоперевозки, а также на иные двусторонние отношения между этими государствами. Вражда между ними в прессе была названа беспрецедентной, разрушающей исторические и культурные связи. Материалы по этому делу в итоге были переданы в Международный Суд ООН, получив формальное название «Целлюлозные заводы на реке Уругвай» (Аргентина против Уругвая). Суд постановил, что, хотя Уругвай не сообщил Аргентине вовремя о планируемом строительстве, целлюлозные заводы не загрязняют реку, поэтому их закрытие будет неоправданным. Конфликт завершился в 2010 году, в период президентства Кристины Фернандес де Киршнер (Аргентина) и Хосе Мухики (Уругвай), созданием совместной координационной комиссии по деятельности на реке.